# Federazione cestistica della Germania
La Deutscher Basketball Bund e. V. (acronimo DBB) è l'ente che controlla e organizza la pallacanestro in Germania.
La federazione controlla inoltre le nazionali maschile e femminile. Ha sede a Hagen e l'attuale presidente è Ingo Weiss.
È affiliata alla FIBA dal 1934, e dalla fine della seconda guerra mondiale al 1989 ha gestito il campionato e le nazionali maschile e femminile della Germania occidentale.